# Rafael Márquez
Rafael Márquez Álvarez [rafaˈel ˈmaɾkes ˈalβaɾes] (* 13. Februar 1979 in Zamora de Hidalgo, Michoacán) ist ein ehemaliger mexikanischer Fußballspieler, der zuletzt bis 2018 bei Atlas Guadalajara in der mexikanischen Liga MX als Sportdirektor unter Vertrag stand. Zuletzt trainierte er die zweite Mannschaft des FC Barcelona.

## Karriere

### Verein
Márquez begann seine Profifußballkarriere bei Atlas Guadalajara in der höchsten mexikanischen Fußballklasse. Sein Debüt absolvierte er bereits im Alter von 17 Jahren. Nach insgesamt 77 Spielen für den Club Atlas wechselte er zur Saison 1999/2000 für 4,5 Millionen Euro nach Frankreich zum AS Monaco. Hier etablierte sich Márquez und wurde mit Monaco im ersten Jahr französischer Meister. Nach vier Jahren wechselte er 2003 für die Ablösesumme von 5,25 Millionen Euro zum FC Barcelona nach Spanien. In seiner ersten Saison kam er auf 21 Einsätze und wurde mit seinem Team Zweiter in der spanischen Liga. In seiner zweiten Saison wurde Márquez meist als defensiver Mittelfeldspieler aufgestellt, da auf dieser Position ein Personalmangel herrschte, und wurde spanischer Meister. 2006 gewann er mit Barcelona die Champions League und war damit der erste Mexikaner überhaupt, der den prestigeträchtigsten europäischen Vereinspokal gewann. Nach der WM 2006 unterschrieb Márquez bei Barcelona einen neuen Vertrag, der ihm in vier Jahren rund 24 Millionen Euro einbringen sollte. Im November 2009 verlängerte er seinen Vertrag bis 2012, einigte sich am 31. Juli 2010 jedoch mit dem FC Barcelona auf die sofortige Auflösung seines Vertrages.
Anfang August 2010 unterzeichnete Márquez einen Vertrag bei den New York Red Bulls aus der US-amerikanischen Profiliga Major League Soccer. Damit folgte er seinem ehemaligen Mannschaftskameraden aus der Zeit bei Barcelona Thierry Henry. Márquez trug bei Red Bull die Trikotnummer 4. Am 9. August 2010 kam er beim 0:0 gegen Chicago Fire erstmals für Red Bull zum Einsatz, in seinem dritten Spiel gegen FC Toronto erzielte er mit dem 1:0 (Endstand 4:1) sein erstes Tor.
Nach der Saison 2012 einigte sich Márquez mit dem Verein auf eine Vertragsauflösung. Er wechselte daraufhin zurück in seine Heimat zum Club León, mit dem er in der Apertura 2013 erstmals auch den Meistertitel in seinem Heimatland gewann.
Zum Abschluss seiner Karriere wollte er nochmals in Europa spielen und unterzeichnete 2014 beim italienischen Serie-A-Verein Hellas Verona einen Einjahresvertrag. Er beendete seine Karriere jedoch nicht in Italien, sondern wechselte zum 1. Januar 2016 zurück nach Mexiko zu seinem Heimatclub Atlas Guadalajara. Dort beendete er im Sommer 2018 seine aktive Karriere und wurde Sportdirektor.

### Nationalmannschaft
Sein Debüt für die mexikanische Nationalmannschaft absolvierte Márquez am 5. Februar 1997 im Alter von nur 17 Jahren in Mexiko-Stadt gegen Ecuador, das die Gastgeber mit 3:1 gewannen. Márquez nahm unter anderem an der Weltmeisterschaft 2002 in Japan und Südkorea sowie am Konföderationen-Pokal 2005 in Deutschland teil. Bei der Weltmeisterschaft 2006 führte er das mexikanische Nationalteam als Kapitän über den Iran (3:1), Angola (0:0) und Portugal (1:2) ins Achtelfinale. Obwohl ihm gegen Argentinien, dem späteren Gegner der DFB-Elf, bereits in der 6. Minute das 1:0 gelang, verlor Mexiko das Spiel mit 1:2 nach Verlängerung und schied aus dem Turnier aus. Auch nach der Weltmeisterschaft blieb Rafael Márquez Kapitän der mexikanischen Nationalmannschaft und wird in seiner Heimat in Anlehnung an Franz Beckenbauer Kaiser von Michoacán genannt.
Bei der WM 2010 in Südafrika schoss Márquez das erste Tor für Mexiko. Im Eröffnungsspiel gegen den Gastgeber traf er in der 79. Minute zum 1:1-Endstand.
Am 26. März 2011 machte er gegen Paraguay sein 100. Länderspiel.
2014 war er mit Mexiko bei der WM 2014 in Brasilien dabei. Im Gruppenspiel gegen Kroatien am 23. Juni 2014 in der Arena Pernambuco in Recife wurde er beim 1:3-Sieg zum Man of the Match gewählt. Im Achtelfinale gegen Niederlande führte die Gelbe Karte gegen Rafael Márquez zum entscheidenden Elfmeter und Weiterkommen für die Niederlande.
Auch bei der Fußball-Weltmeisterschaft 2018 in Russland nahm Márquez mit Mexiko teil. Wieder erreichte er die K.O.-Phase, wieder scheiterte er mit Mexiko im Achtelfinale. Dort unterlag man mit 0:2 Brasilien. Für Márquez war es das fünfte Achtelfinale bei einer Weltmeisterschaft, was zuvor noch keinem Spieler gelungen war. Nach dem Turnier trat er aus der mexikanischen Nationalmannschaft zurück.

## Verstrickung in Drogenhandel
Márquez wurde im August 2017 als einer von 22 Personen von den Vereinigten Staaten vorgeworfen, als Strohmann in den internationalen Drogenhandel verstrickt zu sein. So soll über mehrere Firmen und Stiftungen Márquez’ Geld des Drogenkartells von Raúl Flores Hernández gewaschen worden sein. Laut einer mexikanischen Zeitung soll Márquez zudem private Kontakte zum Sohn des inzwischen verhafteten Hernández besitzen, dieser sei Taufpate von Márquez’ ältester Tochter.
Das US-Finanzministerium verhängte wegen der Geldwäsche Sanktionen gegen Márquez.

## Privates
Im März 2001 heiratete Rafael Márquez die mexikanische Soap-Darstellerin Adriana Lavat, mit der er einen Sohn und eine Tochter hat. Das Paar trennte sich Anfang 2007.

## Titel und Auszeichnungen

### Nationalmannschaft
- Confed-Cup-Sieger: 1999
- CONCACAF-Gold-Cup-Sieger (2): 2003, 2011

### Vereine
International
- Champions-League-Sieger (2): 2006, 2009
- Klub-Weltmeister: 2009
- UEFA-Super-Cup-Sieger: 2009

Frankreich
- Französischer Meister: 2000
- Französischer Supercupsieger: 2000
- Französischer Ligapokalsieger: 2003

Spanien
- Spanischer Meister (4): 2005, 2006, 2009, 2010
- Spanischer Pokalsieger: 2009
- Spanischer Supercupsieger (3): 2005, 2006, 2009

Mexiko
- Mexikanischer Meister: Apertura 2013, Clausura 2014

### Auszeichnungen
- Bester Verteidiger der Französischen Liga: 2000